# Сарайгир (приток Тириса)
Сарайгир (устар. Сарай-Гир) — река в России, протекает по Оренбургской области. Устье реки находится в 17 км от устья реки Тирис по правому берегу. Длина реки составляет 19 км, площадь водосборного бассейна — 125 км².
На реке находится село Сарай-Гир основанное в 1739 году. Село получило наименование по реке.

## Этимология
Башкирское һары — «жёлтый», «сивый», татарское сары — «жёлтый», татарско-башкирское айгыр — «жеребец»: «сивый жеребец».

## Данные водного реестра
По данным государственного водного реестра России относится к Камскому бассейновому округу, водохозяйственный участок реки — Ик от истока и до устья, речной подбассейн реки — бассейны притоков Камы до впадения Белой. Речной бассейн реки — Кама.
Код объекта в государственном водном реестре — 10010101312111100027742.